# 던전 & 드래곤: 타워 오브 둠
《던전 앤 드래곤: 타워 오브 둠》(Dungeons & Dragons: Tower of Doom)은 캡콤이 발매한 던전 앤 드래곤 기반 비디오 게임이다. TRPG에 영향을 받은 롤플레잉 게임 요소가 들어간 진행형 격투 게임 형식을 취했다.
1993년 최초로 발매된 이후 1999년에 세가 새턴으로 후속작 《던전 앤 드래곤: 섀도 오버 미스타라》와 함께 묶인 〈던전 앤 드래곤 컬렉션〉이 발매됐다. 2013년엔 다시 후속작과 함께 〈던전 앤 드래곤: 미스타라 연대기〉라는 제목으로 재발매됐다.